# 毛刺针网虫
毛刺针网虫（学名：Stylodictya lasiacantha）为孔盘虫科针网虫属的动物。在中国，分布于东海等海域。
盘环皆呈同心形。环宽由中心向周围逐渐变宽，因此7-8环宽约为2-3环宽的一倍。孔均为圆形，其大小几乎相等。盘内放射状小桁自中央室生出12-20根，到第4环则增至27-32根。各小桁延至盘面或盘缘外游离成毛发状骨针。骨针柔韧。全盘骨针百数以上。